# Дамиано, Педро

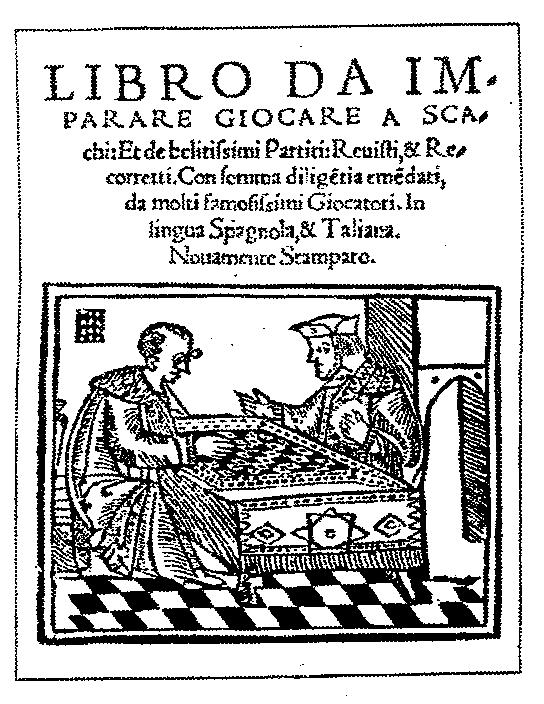
Титульный лист с гравюрой на дереве (1512): Священник и монах играют в шахматы

Пе́дро Дамиа́но (порт. Pedro Damiano de Odemira; 1480, Одемира — 1544) — португальский шахматист. Аптекарь. 
Автор популярного шахматного учебника «Эта книга учит играть в шахматы …» (Рим, 1512), который выдержал в Италии 8 изданий; переведён на английский, немецкий и французский языки, способствовал распространению современных шахмат в Европе. В учебнике рассмотрены несколько дебютов, в том числе начало 1. e4 e5 2. Кf3 f6 3. К:e5, названное впоследствии «гамбит Дамиано», 16 «тонкостей», а также 72 задачи, 70 из которых заимствованы из книги Луиса Лусены (1496).

Несколько более зрелым трудом, чем сочинение Лусены, является маленькая книжка, на итальянском языке, изданная в 1512 году в Риме португальцем Дамиано, аптекарем из Одемиры. Она получила широкое распространение, которым, главным образом, обязана заключающимся в ней остроумным концам партий. Она содержит 62 листа и посвящена синьору Чезарино Романо. В первой главе сообщаются названия фигур, расстановка их и несколько общих правил, первое из которых гласит: «Ни один ход не должен делаться без цели». Во второй и третьей главах разбираются дебюты: сперва русская партия, затем giuoco piano, далее гамбит Дамиано, с которым мы встретились уже у Лусены, наконец, ферзевый гамбит. Судя по довольно слабой проработке этих дебютов, сам Дамиано не был первоклассным игроком. В главах от четвертой до восьмой включительно разбираются партии с дачей вперед пешки или коня. В девятой главе приводится 16 положений, которые не только, если знать их, приносят пользу в практической партии, но и развивают способность к комбинациям. В десятой главе приведены 72 искусно составленных задачи, на которых и зиждилась слава автора, пока не было обнаружено, что почти все они имеются уже у Лусены или в Гёттингенской рукописи. Шахматную игру по новым правилам Дамиано называет по-итальянски «alia rabiosa» (бурною), по испански же, более правильным образом, «de la Dama» (ферзевою). В конце десятой главы дано несколько беглых указаний, как играть не глядя па доску. В числе игр с дачей вперед коня, Дамиано приводит в восьмой главе испанскую партию с защитой 3.... Сf8-с5. На основании этого, позднее (в 1561 году) испанец Руи Лопес порицал Дамиано за то, что он рекомендует плохую защиту 2... Кb8-c6, позволяющую ходом Сf1-b5 напасть на коня, причем сам Лопес советовал вместо хода конем играть 2... d7-d6. Из этого мы видим, сколь неосновательно испанская партия зовется в западной Европе дебютом Руи Лопеса, в то время как больше прав на это обозначение имеет так-называемая защита Филидора.— Л. Бахман. Шахматная игра в её историческом развитии / перевод с немецкого А. А. Смирнова. — Л.: Academia, 1925. — С. 26—27. — 175 с.

«Эта книга учит играть в шахматы и содержит окончания партий» — так назывался учебник португальца Дамиано. Напечатана книга была на плохой бумаге с грубо выполненными диаграммами. Несмотря на невзрачный вид, труд Дамиано ожидала блестящая судьба. Только в XVI веке он выдержал восемь изданий, был переведен на французский, английский и немецкий языки. Всюду в Западной Европе учились играть в шахматы по книге Дамиано.— Ю. Л. Авербах. Загадка утраченной книги // Наука и жизнь : журнал. — 1985. — Август. — С. 137—141. — ISSN 0028-1263.
В честь Дамиано в Одемире проводится ежегодный международный открытый шахматный турнир Damiano, где также установлена его статуя.

## Книги
- Libro da imparare giocare a scachi, e de bellissimi partiti. Revisti e recorretti. In lingua spagnola e italiana, nouamente stampato, Roma, 1510